# Ӧ
Ӧ, ӧ (О z dierezą) – litera rozszerzonej cyrylicy. Wykorzystywana w języku udmurckim, w którym oznacza dźwięk [ʌ], tj. samogłoskę półotwartą tylną niezaokrągloną. Używana jest także w języku komi, maryjskim, chantyjskim i w językach górnoałtajskich. W języku komi odpowiada głosce [ɘ], tj. samogłosce półprzymkniętej centralnej niezaokrąglonej. W stolicy Republiki Komi, Syktywkarze, znajduje się pomnik litery „Ӧ”. 

## Przykłady użycia
| Język    | Przykład  | Tłumaczenie |
| -------- | --------- | ----------- |
| udmurcki | бӧчы      | żuk         |
| komi     | кизьӧртор | ciecz, płyn |
| maryjski | йӱксӧ     | łabędź      |

## Kodowanie
| Znak                   | Ӧ                                        | Ӧ                                        | ӧ                                      | ӧ                                      |
| ---------------------- | ---------------------------------------- | ---------------------------------------- | -------------------------------------- | -------------------------------------- |
| Nazwa w Unikodzie      | cyrillic capital letter o with diaeresis | cyrillic capital letter o with diaeresis | cyrillic small letter o with diaeresis | cyrillic small letter o with diaeresis |
| Kodowanie              | dziesiątkowo                             | szesnastkowo                             | dziesiątkowo                           | szesnastkowo                           |
| Unicode                | 1254                                     | U+04E6                                   | 1255                                   | U+04E7                                 |
| UTF-8                  | 211 166                                  | d3 a6                                    | 211 167                                | d3 a7                                  |
| Odwołania znakowe SGML | &#1254;                                  | &#x04E6;                                 | &#1255;                                | &#x04E7;                               |